# Diagnosi (pedagogia)
In pedagogia, la diagnosi rappresenta la valutazione professionale del pedagogista sui processi evolutivi ed educativi della persona.

## Origine
Diagnosi è un termine che deriva dal greco e significa “conoscere attraverso” e consiste nel giudizio in merito alla manifestazione di un fenomeno di qualunque genere: scientifico, sociale, politico, scolastico, tecnologico, economico, ecc.

## Significato attuale
Utilizzato prevalentemente con riferimento alla diagnosi medica, relativamente alla comprensione delle cause di una malattia, il termine diagnosi trova ampio utilizzo in diversi altri contesti, che vanno dalla botanica, all’informatica, al servizio sociale, alla meccanica ed altri ancora.
Sin dall’inizio del XXI° secolo, il termine diagnostica ha trovato largo impiego anche in pedagogia, disciplina nella quale si è consolidata l’accezione di valutazione sui processi evolutivi ed educativi della persona.
Attualmente, nell’ambito delle scienze pedagogiche è possibile evidenziare due configurazioni della diagnostica, relative ai due ambiti di esercizio della pedagogia professionale:
- DIAGNOSI EVOLUTIVA: valutazione sull’andamento dei processi evolutivi della persona, verso i quali progettare interventi educativi;
- DIAGNOSI EDUCATIVA: valutazione dei processi educativi, ovvero dei processi di aiuto allo sviluppo della persona.

## Dotazione tecnologica
La dotazione tecnologica di cui dispone il pedagogista nella formulazione della diagnosi consiste in: osservazione, auto-osservazione, storia del caso, colloquio clinico, questionario, intervista, scale di livello, profilo di sviluppo, tavole di sviluppo, ecc.
Le tavole di sviluppo elaborate dal pedagogista tedesco Kuno Beller, adottate in modo diffuso nei servizi educativi per la prima infanzia, rappresentano un esempio di particolare rilievo della diagnostica pedagogica.